# Kvalifikace na Mistrovství Evropy ve fotbale 2020 – skupina H
Skupina H kvalifikace na mistrovství Evropy ve fotbale 2020 byla jednou z 10 kvalifikačních skupin na tento šampionát. Přímý postup na závěrečný turnaj si zajistily první 2 týmy. Na rozdíl od předchozích evropských kvalifikací do baráže nepostoupily týmy na základě pořadí v kvalifikační skupině, ale podle konečného žebříčku v jednotlivých skupinách (ligách A–D) Ligy národů UEFA 2018/19.

## Výsledky
| Legenda                                                                         |
| ------------------------------------------------------------------------------- |
| Vítěz skupiny a druhý v pořadí postupující přímo na šampionát                   |
| Týmy postupující do baráže o účast na šampionátu                                |
| V křížové tabulce vpravo je domácí tým v levém sloupci, hostující v horní řadě. |

### Tabulka
| Tým       | Z  | V | R | P | VG | IG | +/- | B  |
| --------- | -- | - | - | - | -- | -- | --- | -- |
| Francie   | 10 | 8 | 1 | 1 | 25 | 6  | +19 | 25 |
| Turecko   | 10 | 7 | 2 | 1 | 18 | 3  | +15 | 23 |
| Island    | 10 | 6 | 1 | 3 | 14 | 11 | +3  | 19 |
| Albánie   | 10 | 4 | 1 | 5 | 16 | 14 | +2  | 13 |
| Andorra   | 10 | 1 | 1 | 8 | 3  | 20 | -17 | 4  |
| Moldavsko | 10 | 1 | 0 | 9 | 4  | 26 | -22 | 3  |

|           | Francie | Turecko | Island | Albánie | Andorra | Moldavsko |
| --------- | ------- | ------- | ------ | ------- | ------- | --------- |
| Francie   | —       | 1:1     | 4:0    | 4:1     | 2:1     | 3:0       |
| Turecko   | 2:0     | —       | 0:0    | 1:0     | 1:0     | 4:0       |
| Island    | 0:1     | 2:1     | —      | 1:0     | 2:0     | 3:0       |
| Albánie   | 0:2     | 0:2     | 4:2    | —       | 2:2     | 2:0       |
| Andorra   | 0:4     | 0:2     | 0:2    | 0:3     | —       | 1:0       |
| Moldavsko | 1:4     | 0:4     | 1:2    | 0:4     | 1:0     | —         |

## Zápasy
| 22. března 2019 20:45 |        |                           |                                                                                |
| Albánie               | 0 : 2  | Turecko                   | Loro Boriçi Stadium, Shkodër diváci: 11 730 rozhodčí: Tobias Stieler (Německo) |
|                       | Zpráva | Yılmaz 21' Çalhanoğlu 55' | Loro Boriçi Stadium, Shkodër diváci: 11 730 rozhodčí: Tobias Stieler (Německo) |

| 22. března 2019 20:45 |        |                                  |                                                                                      |
| Andorra               | 0 : 2  | Island                           | Estadi Nacional, Andorra la Vella diváci: 1 854 rozhodčí: Sandro Schärer (Švýcarsko) |
|                       | Zpráva | B. Bjarnason 22' Kjartansson 80' | Estadi Nacional, Andorra la Vella diváci: 1 854 rozhodčí: Sandro Schärer (Švýcarsko) |

| 22. března 2019 20:45 |        |                                                |                                                                                         |
| Moldavsko             | 1 : 4  | Francie                                        | Zimbru Stadium, Kišiněv diváci: 10 042 rozhodčí: Aleksandar Stavrev (Severní Makedonie) |
| Ambros 89'            | Zpráva | Griezmann 24' Varane 27' Giroud 36' Mbappé 87' | Zimbru Stadium, Kišiněv diváci: 10 042 rozhodčí: Aleksandar Stavrev (Severní Makedonie) |

| 25. března 2019 18:00                 |        |           |                                                                                   |
| Turecko                               | 4 : 0  | Moldavsko | New Eskişehir Stadium, Eskišehir diváci: 29 456 rozhodčí: Serhiy Boyko (Ukrajina) |
| Kaldırım 24' Tosun 26', 54' Ayhan 70' | Zpráva |           | New Eskişehir Stadium, Eskišehir diváci: 29 456 rozhodčí: Serhiy Boyko (Ukrajina) |

| 25. března 2019 20:45 |        |                                    |                                                                                   |
| Andorra               | 0 : 3  | Albánie                            | Estadi Nacional, Andorra la Vella diváci: 1 373 rozhodčí: Filip Glova (Slovensko) |
|                       | Zpráva | Sadiku 21' Balaj 87' Abrashi 90+6' | Estadi Nacional, Andorra la Vella diváci: 1 373 rozhodčí: Filip Glova (Slovensko) |

| 25. března 2019 20:45                          |        |        |                                                                          |
| Francie                                        | 4 : 0  | Island | Stade de France, Paříž diváci: 64 538 rozhodčí: István Kovács (Rumunsko) |
| Umtiti 12' Giroud 68' Mbappé 78' Griezmann 84' | Zpráva |        | Stade de France, Paříž diváci: 64 538 rozhodčí: István Kovács (Rumunsko) |

| 8. června 2019 15:00 |        |         |                                                                            |
| Island               | 1 : 0  | Albánie | Laugardalsvöllur, Reykjavík diváci: 8 968 rozhodčí: Bobby Madden (Skotsko) |
| Guðmundsson 22'      | Zpráva |         | Laugardalsvöllur, Reykjavík diváci: 8 968 rozhodčí: Bobby Madden (Skotsko) |

| 8. června 2019 18:00 |        |         |                                                                         |
| Moldavsko            | 1 : 0  | Andorra | Zimbru Stadium, Kišiněv diváci: 6 712 rozhodčí: Bojan Pandžić (Švédsko) |
| Armaș 8'             | Zpráva |         | Zimbru Stadium, Kišiněv diváci: 6 712 rozhodčí: Bojan Pandžić (Švédsko) |

| 8. června 2019 20:45 |        |         |                                                                              |
| Turecko              | 2 : 0  | Francie | Büyükşehir Stadium, Konya diváci: 36 783 rozhodčí: Damir Skomina (Slovinsko) |
| Ayhan 30' Ünder 40'  | Zpráva |         | Büyükşehir Stadium, Konya diváci: 36 783 rozhodčí: Damir Skomina (Slovinsko) |

| 11. června 2019 20:45         |        |           |                                                                          |
| Albánie                       | 2 : 0  | Moldavsko | Elbasan Arena, Elbasan diváci: 5 004 rozhodčí: Ville Nevalainen (Finsko) |
| Cikalleshi 66' Ramadani 90+3' | Zpráva |           | Elbasan Arena, Elbasan diváci: 5 004 rozhodčí: Ville Nevalainen (Finsko) |

| 11. června 2019 20:45 |        |                                                   |                                                                                   |
| Andorra               | 0 : 4  | Francie                                           | Estadi Nacional, Andorra la Vella diváci: 3 187 rozhodčí: Fran Jović (Chorvatsko) |
|                       | Zpráva | Mbappé 11' Ben Yedder 30' Thauvin 45+1' Zouma 60' | Estadi Nacional, Andorra la Vella diváci: 3 187 rozhodčí: Fran Jović (Chorvatsko) |

| 11. června 2019 20:45  |        |           |                                                                               |
| Island                 | 2 : 1  | Turecko   | Laugardalsvöllur, Reykjavík diváci: 9 680 rozhodčí: Szymon Marciniak (Polsko) |
| R. Sigurðsson 21', 32' | Zpráva | Toköz 40' | Laugardalsvöllur, Reykjavík diváci: 9 680 rozhodčí: Szymon Marciniak (Polsko) |

| 7. září 2019 18:00                          |        |           |                                                                                 |
| Island                                      | 3 : 0  | Moldavsko | Laugardalsvöllur, Reykjavík diváci: 8 338 rozhodčí: João Pinheiro (Portugalsko) |
| Sigþórsson 31' Bjarnason 55' Böðvarsson 77' | Zpráva |           | Laugardalsvöllur, Reykjavík diváci: 8 338 rozhodčí: João Pinheiro (Portugalsko) |

| 7. září 2019 20:45                 |        |                       |                                                                               |
| Francie                            | 4 : 1  | Albánie               | Stade de France, Paříž diváci: 77 655 rozhodčí: Jesús Gil Manzano (Španělsko) |
| Coman 8', 68' Giroud 27' Ikoné 85' | Zpráva | Cikalleshi 90' (pen.) | Stade de France, Paříž diváci: 77 655 rozhodčí: Jesús Gil Manzano (Španělsko) |

| 7. září 2019 20:45 |        |         |                                                                              |
| Turecko            | 1 : 0  | Andorra | Vodafone Arena, Istanbul diváci: 42 600 rozhodčí: Donald Robertson (Skotsko) |
| Tufan 89'          | Zpráva |         | Vodafone Arena, Istanbul diváci: 42 600 rozhodčí: Donald Robertson (Skotsko) |

| 10. září 2019 20:45                            |        |                                  |                                                                          |
| Albánie                                        | 4 : 2  | Island                           | Elbasan Arena, Elbasan diváci: 8 652 rozhodčí: Ivan Kružliak (Slovensko) |
| Dermaku 32' Hysaj 52' Roshi 79' Cikalleshi 83' | Zpráva | G. Sigurðsson 47' Sigþórsson 58' | Elbasan Arena, Elbasan diváci: 8 652 rozhodčí: Ivan Kružliak (Slovensko) |

| 10. září 2019 20:45                    |        |         |                                                                           |
| Francie                                | 3 : 0  | Andorra | Stade de France, Paříž diváci: 55 383 rozhodčí: Mykola Balakin (Ukrajina) |
| Coman 18' Lenglet 52' Ben Yedder 90+1' | Zpráva |         | Stade de France, Paříž diváci: 55 383 rozhodčí: Mykola Balakin (Ukrajina) |

| 10. září 2019 20:45 |        |                                     |                                                         |
| Moldavsko           | 0 : 4  | Turecko                             | Zimbru Stadium, Kišiněv rozhodčí: Davide Massa (Itálie) |
|                     | Zpráva | Tosun 37', 79' Türüç 57' Yazıcı 88' | Zimbru Stadium, Kišiněv rozhodčí: Davide Massa (Itálie) |

| 11. října 2019 20:45 |        |           |                                                                                  |
| Andorra              | 1 : 0  | Moldavsko | Estadi Nacional, Andorra la Vella diváci: 947 rozhodčí: Jonathan Lardot (Belgie) |
| Vales 63'            | Zpráva |           | Estadi Nacional, Andorra la Vella diváci: 947 rozhodčí: Jonathan Lardot (Belgie) |

| 11. října 2019 20:45 |        |                   |                                                                              |
| Island               | 0 : 1  | Francie           | Laugardalsvöllur, Reykjavík diváci: 9 719 rozhodčí: Gianluca Rocchi (Itálie) |
|                      | Zpráva | Giroud 66' (pen.) | Laugardalsvöllur, Reykjavík diváci: 9 719 rozhodčí: Gianluca Rocchi (Itálie) |

| 11. října 2019 20:45 |        |         |                                                                                                  |
| Turecko              | 1 : 0  | Albánie | Fenerbahçe Şükrü Saracoğlu Stadyumu, Istanbul diváci: 41 438 rozhodčí: Ovidiu Hațegan (Rumunsko) |
| Tosun 90'            | Zpráva |         | Fenerbahçe Şükrü Saracoğlu Stadyumu, Istanbul diváci: 41 438 rozhodčí: Ovidiu Hațegan (Rumunsko) |

| 14. října 2019 20:45 |        |           |                                                                       |
| Francie              | 1 : 1  | Turecko   | Stade de France, Paříž diváci: 72 154 rozhodčí: Felix Brych (Německo) |
| Giroud 76'           | Zpráva | Ayhan 82' | Stade de France, Paříž diváci: 72 154 rozhodčí: Felix Brych (Německo) |

| 14. října 2019 20:45             |        |         |                                                                             |
| Island                           | 2 : 0  | Andorra | Laugardalsvöllur, Reykjavík diváci: 7 169 rozhodčí: Tamás Bognár (Maďarsko) |
| A. Sigurðsson 38' Sigþórsson 65' | Zpráva |         | Laugardalsvöllur, Reykjavík diváci: 7 169 rozhodčí: Tamás Bognár (Maďarsko) |

| 14. října 2019 20:45 |        |                                              |                                                                         |
| Moldavsko            | 0 : 4  | Albánie                                      | Zimbru Stadium, Kišiněv diváci: 4 367 rozhodčí: Chris Kavanagh (Anglie) |
|                      | Zpráva | Cikalleshi 22' Bare 34' Trashi 40' Manaj 90' | Zimbru Stadium, Kišiněv diváci: 4 367 rozhodčí: Chris Kavanagh (Anglie) |

| 14. listopadu 2019 18:00 |        |        |                                                                               |
| Turecko                  | 0 : 0  | Island | Türk Telekom Arena, Istanbul diváci: 48 329 rozhodčí: Anthony Taylor (Anglie) |
|                          | Zpráva |        | Türk Telekom Arena, Istanbul diváci: 48 329 rozhodčí: Anthony Taylor (Anglie) |

| 14. listopadu 2019 20:45 |        |                      |                                                                         |
| Albánie                  | 2 : 2  | Andorra              | Elbasan Arena, Elbasan diváci: 4 260 rozhodčí: Kristo Tohver (Estonsko) |
| Balaj 6' Manaj 55'       | Zpráva | C. Martínez 18', 48' | Elbasan Arena, Elbasan diváci: 4 260 rozhodčí: Kristo Tohver (Estonsko) |

| 14. listopadu 2019 20:45     |        |           |                                                                           |
| Francie                      | 2 : 1  | Moldavsko | Stade de France, Paříž diváci: 64 367 rozhodčí: Gediminas Mažeika (Litva) |
| Varane 35' Giroud 79' (pen.) | Zpráva | Rață 9'   | Stade de France, Paříž diváci: 64 367 rozhodčí: Gediminas Mažeika (Litva) |

| 17. listopadu 2019 20:45 |        |                          |                                                                                |
| Albánie                  | 0 : 2  | Francie                  | Air Albania Stadium, Tirana diváci: 19 228 rozhodčí: Slavko Vinčić (Slovinsko) |
|                          | Zpráva | Tolisso 9' Griezmann 30' | Air Albania Stadium, Tirana diváci: 19 228 rozhodčí: Slavko Vinčić (Slovinsko) |

| 17. listopadu 2019 20:45 |        |                      |                                                                                     |
| Andorra                  | 0 : 2  | Turecko              | Estadi Nacional, Andorra la Vella diváci: 2 357 rozhodčí: Ivan Kružliak (Slovensko) |
|                          | Zpráva | Ünal 17', 21' (pen.) | Estadi Nacional, Andorra la Vella diváci: 2 357 rozhodčí: Ivan Kružliak (Slovensko) |

| 17. listopadu 2019 20:45 |        |                                 |                                       |
| Moldavsko                | 1 : 2  | Island                          | Zimbru Stadium, Kišiněv diváci: 6 742 |
| Milinceanu 56'           | Zpráva | Bjarnason 17' G. Sigurðsson 65' | Zimbru Stadium, Kišiněv diváci: 6 742 |